# 26689 Smorrison
26689 Smorrison este un asteroid din centura principală de asteroizi.

## Descriere
26689 Smorrison este un asteroid din centura principală de asteroizi. A fost descoperit pe 23 martie 2001 la Socorro, New Mexico, în cadrul proiectului LINEAR. Asteroidul prezintă o orbită caracterizată de o semiaxă mare de 2,52 ua, o excentricitate de 0,02 și o înclinație de 4,5° în raport cu ecliptica.